# Diocese de Antuérpia
A Diocese de Antuérpia (em latim: Dioecesis Antverpiensis) é um território eclesiástico da Igreja Latina ou diocese da Igreja Católica na Bélgica. A diocese foi restaurada em 1961. É sufragânea na província eclesiástica da Arquidiocese de Malines-Bruxelas. Sua cátedra encontra-se na Catedral de Nossa Senhora.

## História
Na Idade Média, Antuérpia fazia parte da Diocese de Cambrai. Em 1559, a mando de Filipe II da Espanha, o Papa Paulo IV estabeleceu um novo arranjo das sedes episcopais dos Países Baixos. Três sedes arquiepiscopais e quatorze sedes episcopais foram criadas, e toda a jurisdição externa, por mais antiga que fosse, foi abolida. Antuérpia tornou-se uma das seis sufragâneas de Mechelen e assim permaneceu até o final do século XVIII.
Essa medida não agradou aos comerciantes da cidade, que temiam a introdução da Inquisição e o alto custo de um estabelecimento episcopal, e insistiram na transferência da nova sé para Leuven, onde seria menos ofensiva aos elementos não católicos da cidade. Os interesses monásticos católicos estavam ativos, sendo agora convocados pelo Papa para prover o sustento da nova sé. Finalmente, o famoso teólogo Franciscus Sonnius (de Son, em Brabante ) foi transferido da diocese de Bois-le-Duc para Antuérpia em 1569 como primeiro bispo da nova sé, e a governou até sua morte em 1576.
Dez anos de conflito religioso e político se passaram antes que outro bispo pudesse ser nomeado na pessoa de Laevinus Torrentius (Lieven van der Beken ou Liévin van der Beken), um teólogo de Leuven, humanista elegante e diplomata. Ele faleceu em 1595. O erudito Joannes Miraeus (ou Le Mire) foi bispo de Antuérpia de 1604 a 1611, e foi sucedido nos séculos XVII e XVIII por uma série de quinze bispos, o último dos quais foi Cornelius Franciscus Nelis , bibliotecário da Universidade de Leuven e bispo de Antuérpia de 1785 até sua morte em 1798.
De acordo com a Concordata de 1801, o Papa Pio VII suprimiu a sé em 29 de novembro de 1801, pela Bula Qui Christi Domini vices , seu antigo território belga transferido para a Arquidiocese de Mechelin, a porção holandesa para a Diocese de Breda. A diocese foi restaurada em 1961 pelo Papa João XXIII. Compreende o território da província belga de Antuérpia, menos oito municípios no sul que pertencem a Mechelen-Bruxelas, incluindo Bonheiden , Duffel , Mechelen e Sint-Katelijne-Waver , e o município de Zwijndrecht , que pertence à Diocese de Ghent .
As abadias e conventos de Antuérpia foram por muito tempo centros muito famosos de sua vida religiosa. No século XII, os Cônegos Regulares de São Norberto (Premonstratenses) fundaram a abadia de São Miguel , que se tornaria uma das principais abadias dos Países Baixos, abrigou muitos hóspedes reais e, eventualmente, incitou a ganância e a perseguição em razão de sua riqueza. A Catedral de Antuérpia era originalmente um pequeno santuário premonstratense conhecido familiarmente como "Nossa Senhora do Toco". Muitas outras ordens religiosas encontraram abrigo em Antuérpia: Dominicanos, Franciscanos (1446), Carmelitas (1494), Cartuxos (1632) e ramos femininos das mesmas. Os Cistercienses tinham duas grandes abadias: São Sauveur, fundada em 1451 pelo devoto comerciante Peter Pot, e São Bernardo, a cerca de seis milhas de Antuérpia, fundada em 1233.

## Lista dos Bispos

### 1559–1798
- 1559–1568: vacant
- 1569–1576: Franciscus Sonnius (Frans van der Velde)
- 1576–1586: vacant
- 1586–1595: Laevinus Torrentius (Liévin van der Beken)
- 1597–1601: Guillaume de Berghes
- 1603–1611: Johannes Miraeus (Le Mire)
- 1611–1633: Johannes Malderus (Jan van Malderen)
- 1634–1651: Gaspard Nemius (Gaspard Van Den Bosch)
- 1652–1676: Ambrosius (or Marius) Capello
- 1677–1678: Aubertus van den Eede
- 1679–1699: Joannes Ferdinandus Van Beughem
- 1700–1706: Reginaldus Cools
- 1707–1727: Peter Josef de Francken-Sierstorff
- 1727–1742: Carolus d'Espinoza
- 1742–1744: Guilielmus Philippus de Herzelles
- 1746–1746: Josephus Werbrouck
- 1749–1758: Dominicus de Gentis
- 1758–1775: Hendrik Gabriel van Gameren
- 1776–1784: Jacob Thomas Jozef Wellens
- 1785–1798: Cornelius Franciscus Nelis

### 1961–current
- 1962–1977: Jules Victor Daem
- 1977–1980: Godfried Danneels
- 1980–2009: Paul Van den Berghe
- 2009–atual: Johan Bonny